# Machi Goth
Machi Goth è un villaggio del Sindh, in Pakistan.